# ドラガン・ストイコビッチ
ドラガン・ストイコヴィッチ（セルビア語: Драган Стојковић、ラテン文字転写: Dragan Stojković、1965年3月3日 - ）は、セルビア（旧ユーゴスラビア）の元サッカー選手、サッカー指導者。ポジションはミッドフィールダー、フォワード。セルビア代表監督。
愛称のピクシー（PixyまたはPiksi）は少年時代に見ていたアニメ「ピクシー&ディクシー」(日本でのタイトルは「チュースケとチュータ」)の主人公のネズミの名前に由来している。本来のつづりは「Pixie」であり、Pixyというつづりはメディアが付けたものである。
ラドニチュキ・ニシュでプロデビューし、1986年にレッドスター・ベオグラードに移籍するとユーゴスラビア・プルヴァ・リーガで2度の優勝を経験した。
1990年にフランスのオリンピック・マルセイユに移籍し、UEFAチャンピオンズリーグ 1992-93で優勝したが、チームの八百長問題によってタイトルは剥奪されなかったものの、チャンピオンとして活動する権利を失った。
1994年から2001年まで日本の名古屋グランパスエイトに所属し、2度の天皇杯全日本サッカー選手権大会優勝に貢献した。
サッカーユーゴスラビア代表では、EURO 1984出場、 1984 ロサンゼルス五輪（銅メダル）、1988 ソウル五輪出場、1990 FIFAワールドカップ（ベスト8、ベストイレブン選出）、1998 FIFAワールドカップ（ベスト16）、EURO 2000（ベスト8）進出などに貢献した。
現役引退後はユーゴスラビア（→セルビア・モンテネグロ）サッカー協会会長やレッドスター・ベオグラード会長を務めた。2008年から2013年まで名古屋の監督を務め、6年の任期中にJ1リーグ戦優勝および準優勝各1回、天皇杯準優勝1回、AFCチャンピオンズリーグ2009でベスト4の成績を残した。

## 選手経歴

### ラドニチュキ・ニシュ
1965年3月3日、セルビア第2の都市ニシュ近郊に生まれ、3歳の頃からストリートサッカーに興じていたという。14歳の時にFKラドニチュキ・ニシュの下部組織に入団し、16歳でトップチームに昇格した。当時のユーゴスラビアにはレッドスター・ベオグラード、パルチザン・ベオグラード（いずれもセルビア）、GNKディナモ・ザグレブ、HNKハイドゥク・スプリト（いずれもクロアチア）の4つのビッグクラブがあり、それ以外のクラブから代表選手が招集されることは稀だったが、18歳の時にはじめてユーゴスラビア代表に招集され、フランス戦で初出場してミシェル・プラティニとユニフォーム交換をしている。1984年6月2日、代表2キャップ目のポルトガル戦で初得点を記録し、その直後のUEFA欧州選手権1984に出場するもグループリーグ3戦全敗で敗退した。フランス戦では大会最年少得点を記録し、UEFA EURO 2004にてウェイン・ルーニーに更新されるまで破られることはなかった。同年のロサンゼルスオリンピックでは銅メダルを獲得し、大会中に召集令状が届いたためコソボ自治州に派兵されたが、彼が1年間サッカーから離れている間にラドニチュキは2部リーグに降格した。プロサッカー選手として活動する傍ら、地元ニシュの大学で経済学を学んだ。

### レッドスター・ベオグラード
1986年にはレッドスター・ベオグラードに移籍し、ラドニチュキにはスタジアムに照明塔を付けられるだけの巨額の移籍金とレッドスターの選手レギュラー5人が対価として支払われた。移籍直後からヴェリボル・ヴァソヴィッチ監督に実力や人間性を高く評価され、レッドスター史上最年少でキャプテンに就任すると、1986-87シーズンはいきなりチームトップとなる17得点を記録、1987-88シーズンにもチームトップ、リーグでも得点王争い2位の15得点を記録しディナモ・ザグレブから移籍してきた若き天才ロベルト・プロシネチュキや古巣のラドニチュキから移籍してきた親友ドラギシャ・ビニッチとともにプルヴァ・リーガを制した。1988-89シーズンのUEFAチャンピオンズカップ2回戦ではACミランと対戦し、敗れはしたもののこの2試合で2得点を決め、大会通じで全4試合に出場し3ゴール4アシストの大活躍で自身の名前を西側のクラブに印象付けた。1988年ソウルオリンピックに出場し、3試合に出場して2得点1アシストと活躍した。1990 FIFAワールドカップ・ヨーロッパ予選ではフランスを破る得点を決め、8勝2分の成績で本大会出場を決めた。1989年5月には人格・人気・実力を兼ね備えた選手に贈られるクラブの「星人」(Zvezdina zvezda)の称号を手にした。この称号はクラブに長く貢献した選手への功労賞のような側面を持っており、在籍わずか3年の24歳の若手であったストイコビッチの受賞は極めて画期的なことであった。レッドスターでは1988年から1990年まで3年連続でリーグ最優秀選手に選ばれた。またこの間、1989年のバロンドールの投票では6位にランクされた。
イビチャ・オシムが監督を務めるユーゴスラビア代表の一員として、1990年に自身初のFIFAワールドカップに臨んだ。1990 FIFAワールドカップグループリーグ初戦の相手は西ドイツであったが、ローター・マテウスに完璧に封じられた。コロンビア戦やアラブ首長国連邦（UAE）戦でも本領を発揮するには至らなかったが、決勝トーナメント1回戦のスペイン戦では直接フリーキックの得点を含む2得点を決め、ガゼッタ・デッロ・スポルト紙の採点で8.5の高評価を受けた。ディエゴ・マラドーナとの背番号10対決となった準々決勝のアルゼンチン戦はPK戦までもつれたが、その1番手として蹴ったキックを失敗し、そのまま敗れて大会を後にした。

### オリンピック・マルセイユ
FIFAワールドカップ前の1990年1月、フランス・ディヴィジョン・アン2連覇中のオリンピック・マルセイユと移籍金500万ポンドで 契約を結んだ。当時のユーゴスラビアでは26歳以下の選手は海外移籍することが許されていなかったが、特例で移籍が認められたのであった。フランス代表のジャン＝ピエール・パパンやエリック・カントナ、イングランド代表のクリス・ワドル、ガーナ代表のアベディ・ペレなど名選手が揃う中で背番号10を与えられたが、1990-91シーズン開幕早々のFCメス戦で左膝を負傷し、シーズンの大半を棒に振った。サッカー選手人生で幾度もの膝の負傷に悩まされたが、この時の怪我の度合いは引退を考えるほど深刻であった。UEFAチャンピオンズカップ 1990-91 決勝では古巣のレッドスターと対戦したが、試合終了間際の数分間しか出場できず、PK戦の末に敗れて準優勝に終わった。

### エラス・ヴェローナ
1991-92シーズンは、セリエAの古豪エラス・ヴェローナFCにレンタル移籍、怪我の影響もあり多くの試合を欠場したが、リーグ後半戦は出場機会を多く得て、31節のアスコリ戦でセリエAでのリーグ戦で唯一のゴールを決めた。この前後には、ACミランがデヤン・サビチェビッチと共に注目し、どちらを獲得するか検討していたが、ストイコビッチは怪我を抱えていたことから、サビチェビッチの獲得を選択した

### オリンピック・マルセイユ（第2期）
怪我で離脱中、チームはチャンピオンズリーグ決勝でACミランを破りチームは優勝を果たし、リーグ戦で5連覇を達成したが、バランシエンヌFC監督のボロ・プリモラツがマルセイユの八百長を告発し、1994年3月23日にディヴィジョン・ドゥ（2部）降格・UEFAチャンピオンズカップ優勝自体は認められたものの、チャンピオンチームとしてトヨタカップ、UEFAスーパーカップへの出場権が剥奪されることが決定した。クラブは2年間の契約延長を申し出たが、ストイコビッチはそれを拒否し、半年間という期限を定めてヨーロッパを離れる決断をした。
ユーゴスラビア代表では、UEFA EURO '92予選を破竹の勢いで勝ち進み、7勝1敗で通過したが、予選期間中にクロアチアがユーゴスラビアからの分離独立を宣言し、ズボニミール・ボバン、FWダヴォール・シューケル、ロベルト・ヤルニなどの主力選手がクロアチア国籍を取得してチームを去った。代表チームはストックホルム入りして最後の調整に励んでいたが、内戦への裁定として国連が制裁措置を取り、ユーゴスラビア代表はUEFA EURO '92の出場停止処分を受けた。

### 名古屋グランパスエイト
1994年
6月13日、日本プロサッカーリーグ（Jリーグ）の名古屋グランパスエイトと年俸（7ヶ月分）5,000万円で契約し、マルセイユには移籍金9,000万円が支払われた。大物外国人として騒がれたゲーリー・リネカーが十分に活躍できなかったこともあってか、ファンやマスコミはストイコビッチを懐疑的な目で見る者も多かった。7月16日の浦和レッドダイヤモンズとのプレシーズンマッチでチームデビューし、8月10日の2ndステージ開幕戦のサンフレッチェ広島戦でリーグ戦デビューしたが、試合開始18分で2枚のイエローカードを提示され、散々なデビュー戦となった。豪雨の中での試合となった9月17日のジェフユナイテッド市原戦ではリフティングドリブルで観客の度肝を抜き、さらに移籍後初得点となる直接フリーキックを決めてマン・オブ・ザ・マッチに輝いた。9月21日のジュビロ磐田戦では加入後初の2ゴールを決めて勝利したが、9月23日にゴードン・ミルンが監督を辞任し、三浦哲郎が暫定監督に就き指揮を執ったが、2ndステージは最下位に終わった。かねてより後任監督に推薦していたアーセン・ベンゲルが1994年11月に監督に就任したため、半年間だけの在籍という予定を変更し、年俸5,500万円で契約を更改した。12月にはユーゴスラビア代表への制裁措置が一部解除されたため、代表の新キャプテンとして12月23日に行われたブラジルとの親善試合に出場した。
1995年
| 1995年の名古屋 小倉 ストイコビッチ 平野 浅野 デュリックス 岡山 小川 大岩 トーレス 飯島 伊藤 |

開幕からしばらくは下位に低迷した。ストイコビッチ自身も判定に対する苛立ちから審判に食ってかかり、出場停止が明けては退場処分を繰り返し、負けが続いたチームの足を引っ張った。しかし、5月の中断期間に行ったキャンプでベンゲルの戦術が再確認され、1stステージは15勝11敗（中断期間後は9勝1敗）の4位でシーズンを終えた。ベストイレブン投票ではミッドフィールダー部門最多の得票を集めて選出された 2ndステージ開幕戦のジュビロ磐田戦では1得点3アシストの活躍でマン・オブ・ザ・マッチに選ばれた。10月4日、2ndステージ14節のジェフ市原戦では後にJリーグ30周年ベストゴールのテクニカル部門にもノミネートされたゴールも決めるなど、ファンは彼のプレーに魅了され、応援団のコールで叫ばれる名前は「ストイコビッチ」から「ピクシー」に変わった。ヴェルディ川崎との直接対決に敗れて優勝は果たせなかったが、17得点29アシストの活躍を見せ、得点王の福田正博に大差をつけてリーグ最優秀選手に選ばれた。天皇杯ではヴィッセル神戸や鹿島アントラーズを退けて決勝に進出し、決勝ではサンフレッチェ広島に3-0で快勝して優勝を果たした。
1996年
1996年初の公式戦となったゼロックス・スーパーカップでは横浜マリノスと対戦し、2-0で快勝してタイトルを獲得した。彼自身は3ステージ連続でリーグ開幕戦に得点し、チームは開幕から7勝1敗と絶好調だったが、急に失速して1stステージを10勝5敗の6位で終えた。5月26日にはキリンカップにユーゴスラビア代表として出場し、キャプテンとして臨んだ日本戦で代表50キャップ目を記録した。
2ndステージ途中、9月28日の柏レイソル戦をもってベンゲルが監督を退任したが、最終的には21勝9敗で2位という好結果を残した。ベンゲルは退団の際、契約が切れるストイコビッチをアーセナルに連れて行くことを熱望し、アーセナルでのプレーの役割、獲得予定の選手について説明するなど、何度も説得を試みた。また本人もアーセナル移籍について考えたが、9月12日にはクラブとの契約を2年延長して残留を選んだ。10月30日のV川崎戦では中村忠に頭突きを見舞い、3試合の出場停止処分を言い渡された。Jリーグチャンピオン・ファイナルで優勝し、MVPに選ばれた。11月にはアジアカップウィナーズカップに出場して準優勝した。
1997年
3月2日、サンワバンクカップのD.C. ユナイテッド戦では1得点2アシストの活躍でMLS王者を下した。しかし、リーグ戦では前年の快進撃が嘘のように歯車が噛み合わず、7月9日の横浜マリノス戦では提示されたイエローカードを逆に主審に突きつけ、審判を侮辱する行為だとして4試合の出場停止処分を受けた。ナビスコカップでは準決勝に進出したが、リーグ戦の1stステージは12位、2ndステージは5位、天皇杯は東京ガスサッカー部に敗れて初戦敗退と振るわなかった。1998 FIFAワールドカップ・ヨーロッパ予選には毎回日本から駆け付け、1位通過はスペインに許したが、プレーオフではハンガリー相手に2試合合計12-1で大勝して本大会出場を決めた。
1998年
1stステージは試合ごとの浮き沈みが激しかったが、終盤の追い上げで3位に順位を上げて幕を閉じた。制裁措置解除後初の国際大会出場となった1998 FIFAワールドカップグループリーグのドイツ戦は2-2の引き分けに終わったが、ストイコビッチを中心とした華麗なパス回しでピッチを支配し、自身も1ゴールを決めて、一時は2-0と優勢に試合を進めた。決勝トーナメント1回戦のオランダ戦ではスロボダン・コムリエノビッチの同点弾をアシストするフリーキックを蹴ったが、ロスタイムに決勝点を決められて敗れた。ワールドカップ期間中には欧州のクラブへの復帰が噂された。8月16日に行われたJリーグオールスターサッカーでは同点となる得点を決めたほか2点目と3点目の起点にもなり、2年連続でMVPを受賞した。セカンドステージも優勝争いからは早々に脱落。天皇杯は準決勝で清水エスパルスに敗れた。この年のリーグ戦ではバルディビエソと並んでリーグ最多となる19アシストを記録した。
1999年
1999年には呂比須ワグナー（ベルマーレ平塚より）、山口素弘、楢﨑正剛（いずれも横浜フリューゲルスより）の3人の日本代表クラスの選手が加入し、リーグ戦初優勝が期待された。3月6日、アビスパ福岡との開幕戦では3年ぶりにヘディングで得点を決め、幸先の良いスタートを切ったが、3月24日には北大西洋条約機構（NATO）による母国ユーゴスラビアへの空爆が開始され、それが6月10日まで続いた。それまではできる限り政治的な発言は控えて来たが、3月27日の神戸戦後に「NATO STOP STRIKES」（NATOはユーゴスラビアへの空爆を止めよ）というアンダーシャツを見せて空爆への抗議行動をとり、Jリーグより注意を受けた。
優勝候補筆頭に挙げられた1stステージは7勝7敗の8位に終わったが、2ndステージ途中にジョアン・カルロスが監督に就任するとチームは息を吹き返し、クラブ記録を更新する10連勝で2ndステージは11勝3敗の2位と巻き返した。フランスやオーストリアのクラブからのオファーもあったが、約3割の減額を飲んだ年俸1億3000万円で契約を1年間延長した。この年のリーグ戦ではアシストランキングで1位となる16アシストを決めた。天皇杯決勝のサンフレッチェ広島戦では1得点1アシストの活躍を見せ、2度目のタイトルを手にした。UEFA EURO 2000予選は政治的理由からユーゴスラビア代表に不利な日程を余儀なくされ、最終節までユーゴスラビア、アイルランド、チェコの3ヶ国が首位を争ったが、最終戦でクロアチアに引き分けて本大会出場を決めた。
2000年
1月1日に開催された第79回天皇杯全日本サッカー選手権大会戦では1ゴールを決め、2度目の天皇杯優勝に大きく貢献した。3月4日、ジュビロ磐田と対戦したゼロックス・スーパーカップはPK戦の末に敗れた。5月6日のV川崎戦では約25mの距離から直接フリーキックを沈め、Jリーグ史上23人目となる通算50得点を達成した。
UEFA EURO 2000では世代交代を進めたい監督のヴヤディン・ボシュコヴに冷遇され、控え選手の立場で大会に臨んだが、グループリーグ初戦のスロベニア戦では0-3の場面で途中出場して3-3の引き分けに持ち込み、チームに欠かせない存在であることをアピールした。ノルウェー戦では先制点の起点となるフリーキックを放ってマン・オブ・ザ・マッチに選ばれ、スペイン戦は試合終了間際に逆転負けを喫したものの、グループリーグを2位で辛くも勝ち抜いた。決勝トーナメント1回戦では2年前に敗れたオランダと対戦し、1-6の大差で敗れた。この大会がユーゴスラビア代表として臨んだ最後の主要大会となった。
8月26日に行われたたらみオールスターサッカーでは直接フリーキックを決め、1996年・1998年に続く3度目のMVPを受賞した。2ndステージ途中に大岩剛、望月重良、平野孝の3選手に突然の戦力外通告が告げられたため、ストイコビッチを含め選手たちには動揺が走り、優勝争いには全く絡まずにシーズンを終えた。来日7シーズン目で初めて退場処分を受けなかった。11月30日に契約を半年間延長し、契約が満了する2001年7月末をもって現役引退することが発表された。
2001年
1stステージは開幕から5試合で4勝1分と好調な出だしだったが、6節で磐田との直接対決に敗れたことがきっかけとなり、磐田に優勝をさらわれた。1stステージの最終節を前にした7月14日のサンフレッチェ広島戦で試合終了間際にJリーグラストゴールとなった決勝ゴールを決め、3-2での勝利に貢献、最終節7月21日の東京V戦でグランパスの選手として最後の公式戦出場を果たした、2001年4月25日には2002 FIFAワールドカップ予選のロシア戦に18分間出場した。キリンカップの日本との親善試合でユーゴスラビア代表のユニフォームを脱いだ。この試合後にはユニフォーム交換の依頼が殺到し、彼の人気の高さを改めて実感させた 。名古屋ではリーグ戦178試合に出場し、55得点を記録した。そのうちの14得点はペナルティキックによるものであり、6得点はフリーキックを直接決めたものであり、1得点はコーナーキックを直接決めたものである。木村元彦によればアシスト数は95を数え、アシストした回数が最も多いのは岡山哲也である。7年間の間にもらったイエローカードは69枚、退場処分回数は13回（そのうち一発退場回数は3回）に上った 。この退場処分数は2015年に森勇介が更新するまでリーグ最多記録となっていた。

### 引退後
引退直後には名古屋とテクニカル・アドバイザーの契約を締結した。2001年9月には豊田スタジアムの北10番ゲートが「ピクシーゲート」と命名された。10月9日には豊田スタジアムで引退記念試合（名古屋 - レッドスター・ベオグラード）を行い、10月29日にはニシュのスタディオン・チャイルにて引退記念試合（FKラドニチュキ・ニシュ - FKバルダール）を行った。同年9月にはユーゴスラビアサッカー協会（のちにセルビア・モンテネグロサッカー協会）会長に就任し、2005年にレッドスター・ベオグラード会長に就任するためにサッカー協会会長を辞任した。2004年3月には日本外務省より西バルカン平和定着・経済発展のための「平和親善大使」を委嘱された。同年7月にはセルビア・モンテネグロの治安の悪さを理由にパリに移住した。2007年10月12日、「何かを終わりにし、新しいことを始めるちょうどいい時だ」と発言してレッドスター会長を辞任した。

## 指導者経歴

### 名古屋グランパス
2008年
2007年秋、名古屋がセフ・フェルフォーセンに代わる2008年シーズンからの監督就任を要請。しかし当時ストイコビッチが持っていたUEFAのコーチライセンスは「UEFA A（2004年取得）」で、Jリーグで監督を行なうのに必要なJFAのS級ライセンスに相当する「UEFA PRO」ではなかった為、これが原因で交渉は一時中断。その後、シーズン開始前までにPROライセンス取得への見通しが立った為に交渉は進捗し、2008年1月にストイコビッチはPROライセンスを取得して名古屋の監督に正式に就任した。
開幕戦の京都サンガF.C.戦で初采配を取り、2節の浦和戦で初勝利を挙げた。また、2006年の名古屋加入以降2年間で思うような結果を残せずにいた玉田圭司に対して攻撃の核として期待を寄せ、玉田はプレーにキレを取り戻し復活を果たすことに成功した。その後もチームは順調に勝ち点を積み上げ、また名古屋にとってチーム創設以来未だかつて勝利がなかった茨城県立カシマサッカースタジアムでの鹿島アントラーズ戦に勝利、同スタジアムで初勝利を挙げた監督となった。その後故障者などが出るなどしたが、鹿島、川崎フロンターレと最終節まで優勝争いを繰り広げるなど名古屋の躍進に貢献し、最終的には3位で終了してAFCチャンピオンズリーグへの出場権も獲得した。
2009年
AFCチャンピオンズリーグ2009に出場し、準々決勝では川崎を破ったが、準決勝でアル・イテハドに敗れてベスト4に終わった。
10月17日に行われたJ1第29節・横浜FM戦（日産スタジアム）の80分（後半35分）に、相手GK榎本哲也がタッチラインにボールを蹴り出した際にベンチから駆け寄り、革靴を履いた右足でダイレクトシュートを放った。その高く蹴り上げられたボールは偶然にも52m先のゴールにワンバウンドで「ゴールイン」し、双方のサポーターから大歓声を受けた。結果的には試合遅延と審判への侮辱行為として即座に退席処分を受けたものの、この映像はYouTubeによって世界中へと配信され、UEFA会長のミシェル・プラティニからも賞賛された 他、2020年4月25日にはJリーグ公式YouTubeチャンネルから『もう一度見たいあの試合』としてもアップロードされた。
2010年
2010年1月27日、ジーコやイビチャ・オシムらとともに2022 FIFAワールドカップ招致大使に就任した。4月24日、かつて所属したオリンピック・マルセイユの歴代ドリームチームのメンバーに選ばれた。
田中マルクス闘莉王（浦和から）、金崎夢生（大分トリニータから）、ダニルソン（コンサドーレ札幌から）などを獲得し、選手層の充実に努めた。8月14日の浦和戦に勝利し、約2年ぶりに首位に立つと、その後は首位を譲ることなく2位との勝ち点差を広げ、11月20日の湘南ベルマーレ戦に勝利し3試合を残して初優勝を決めた。同年はJリーグ最優秀監督賞を受賞し、Jリーグ史上初の「最優秀選手&最優秀監督」の両方の受賞者となった。
なお同年12月には観光庁から「スポーツ観光マイスター」に任命されている。
2011年
開幕直後に発生した東日本大震災被災者に対するチャリティーマッチにおいて、Jリーグ選抜「TEAM AS ONE」の監督としてチームの指揮を執った。リーグ戦では序盤こそ低迷していたが、徐々にペースを取り戻すと後半戦からは首位戦線に入り一時は首位を奪うも、最終的には柏に次ぐ2位となった。
2012年
3年ぶりにACLに出場、グループリーグを突破するもラウンド16でアデレード・ユナイテッドFC（オーストラリア）に敗退。
リーグ戦では上位混戦の中、終盤までACL出場権の3位以内の可能性を残したが、最終節で浦和に敗れ7位の成績。
2013年
捲土重来を期した監督6シーズン目だったが、途中5連敗を喫するなど、第26節終了時点で10勝6分け11敗で13位に低迷。同節終了後の10月3日、シーズン終了後に監督を退任する旨がクラブから発表された。最終順位は6年間で最低となる11位の成績。

### 広州富力

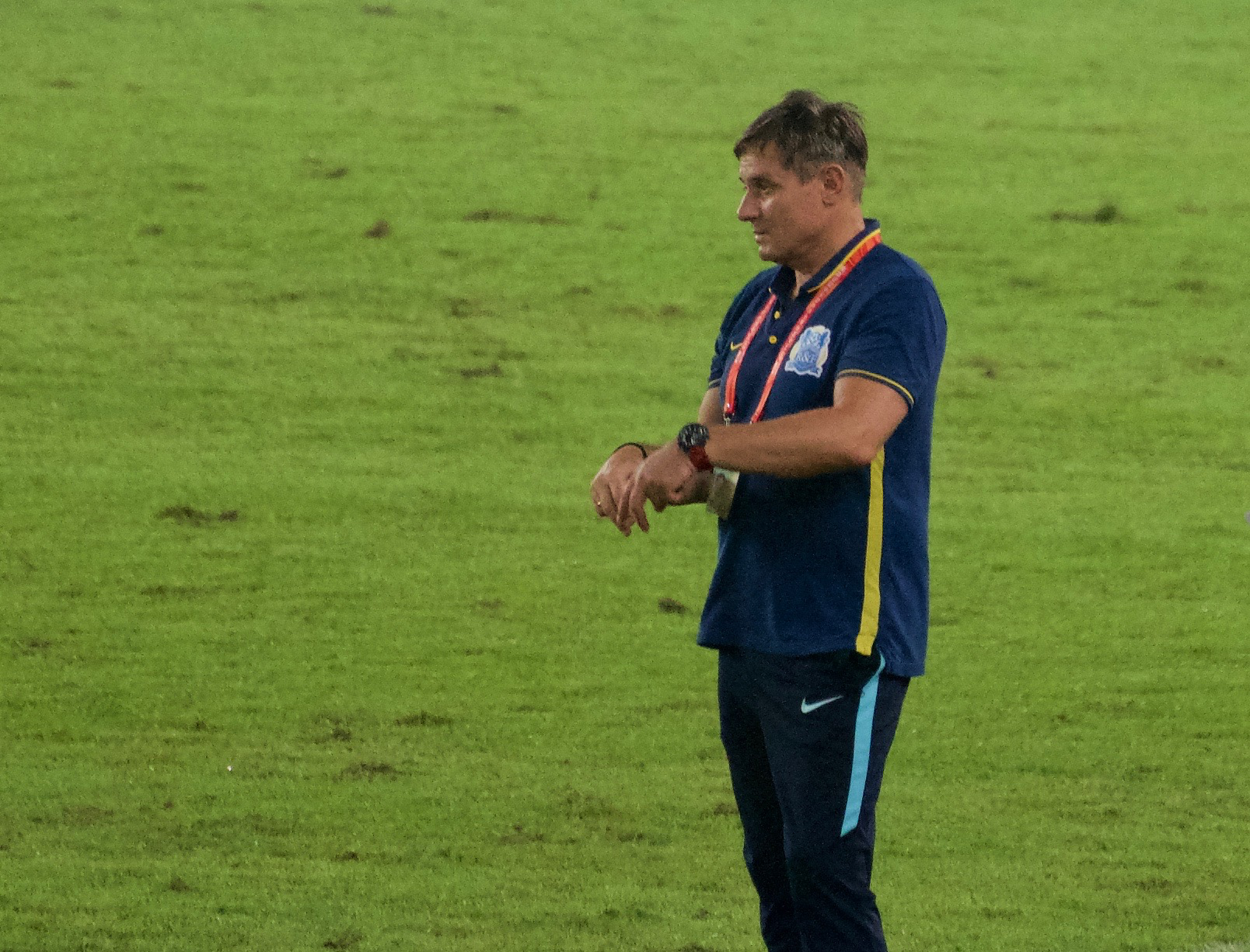
広州富力監督時代のストイコビッチ（2016年）

2015年
2015年8月24日、広州富力の監督に就任することを発表した。2017年末までの契約となる。
2016年
リーグで50失点、47得点という守備があまり機能していなかった。最終的に6位となった。
2017年
リーグ序盤は良いスタートだったが2017年5月12日から6試合勝ち無しで不調に陥る。しかし、最終的には4連勝し、5位となった。そして2017年末までだった契約を更新した。2021年末までとなる。
2018年
リーグ戦では49得点、61失点でリーグワーストの2番目の失点の多さであった。順位は10位。
2019年
リーグでは序盤から苦戦し、9勝5分16敗で成績が安定おらず、さらに72失点というリーグワーストの守備になっていた。順位は12位。
2020年
5シーズン指揮を任されて、一時は浮上したが好成績を残せなかった。2020年1月3日に監督から退任することが発表された。

### セルビア代表
2021年
2021年2月20日、母国セルビア（旧ユーゴスラビア）の代表監督に就任することを発表。月給50,000ユーロ、カタールワールドカップ出場の場合は100万ユーロのボーナスという契約であることが明らかになった。契約は2023年末まで。2022年カタールワールドカップと、その直後に始まる2024年開催予定のUEFA欧州選手権の予選を任せる契約であり、欧州選手権出場を確定させてそのまま代表監督を継続することが期待された。
2021年11月14日、ストイコビッチ率いるセルビア代表チームは2022 FIFAワールドカップ・ヨーロッパ予選グループA最終節でポルトガル代表チームと対戦して勝利。グループ首位でワールドカップ出場を決めた。
2022年
2022 FIFAワールドカップのグループステージでは主力のアレクサンダル・ミトロヴィッチやドゥシャン・ヴラホヴィッチの調子が万全ではなかったこともあり、2敗1分でグループG最下位となり敗退した。

## プレースタイル
常に自分が主体となって試合を組み立てることを好み、シンプルなパス回しと変幻自在のドリブルから決定的なパスを狙うプレーが持ち味である。ボールコントロールが巧みでフリーキックも得意である。イビチャ・オシムはストイコビッチについて、「技術が高いだけでない。ピクシーは人を動かして、自分も動ける。彼はセルフィッシュではなくコレクト（正しい）な選手だった」と評している。

## 人物

### 家族
両親とひとりの姉がいる。レッドスター・ベオグラード移籍直後にファッションデザイナーをしていた現在の妻と知り合い、レッドスター時代に長女が、マルセイユ時代に次女と長男が生まれた。サッカーの試合の都合で結婚式を3回キャンセルしたため、1991年6月21日にようやく妻と結婚式を挙げた。1995年11月15日には観光のために来日していた義母が脳内出血により急逝し、それ以後は昭和区にある正教会の教会を自らの拠り所とした。監督就任後、長男のマルコ・ストイコビッチはグランパスの下部組織に在籍していたが2010年に退団した。この後マルコはパリへ戻ることになり、ストイコビッチは彼の転校手続きの為にシーズン中であったがチームを一時離れている。

### 親日家
ストイコビッチは大の親日家として知られている。名古屋在籍時の1999年、母国セルビアのバスケットボール選手で、共に出場したロス五輪以来の親交を持つブラデ・ディバッツとの対談が組まれたことがあった。対談は大いに盛り上がり予定時間を超過したが、彼は神社仏閣の美しさからタクシー運転手の親切な振る舞いまで様々な事象を引き合いに出し、「いかに自分と家族が日本を好きか」ということを興奮気味に語り続けたという。また、ベオグラードの日本大使館員に真剣に一時帰化の相談をしたこともある。趣味は盆栽で、夏には浴衣を着て家族と寺院で記念撮影をする。名古屋のゼネラルマネージャーとして共に仕事をした久米一正によれば、日本語は既に「ペラペラ」だが、選手と距離を作るために敢えて話さないという。
ストイコビッチは食生活に於いても日本食好きを公言している。名古屋在籍時の1995年、ホテルのバイキングで中西哲生が食べていた納豆に初めてトライし、それ以後は納豆が大好物になり海外キャンプに行くときも納豆を持参するようにクラブにリクエストしていたが、1997年のオーストラリアキャンプで朝食に納豆が出されなかったことに激怒し、クラブスタッフを日本食食料品店に買いに行かせたこともあった。他にも生卵、うどん、鮎の塩焼き、梅干しなども好物であり、梅干はとりわけ大きくて柔らかい物が好みである。鮎に関しては鮎を食べるために夏季キャンプに行くと言われるほどで、故郷のニシュに似ているという岐阜県飛騨市での約1週間のキャンプ期間中に30匹の鮎を食べたとも語っている。縄張りを持つ鮎の習性になぞらえて選手たちに「鮎のファイティングスピリットを見習え」というアドバイスを送った事もある。日本食に加えてイタリア料理も好んでいる一方で、中華料理などの油を多用する料理は好んでいない。
1998 FIFAワールドカップ直前に行われたユーゴスラビア対日本のテストマッチでは、君が代演奏時にブーイングが響いたが、彼がスタンドに静寂を求めると、途端に静かになった。(試合は1-0でユーゴ勝利)
これら彼の日本好きというイメージから派生したものではないが、「ストイコビッチ」という名前に漢字を当てた「『須藤彦一（すとう ひこいち）』という日本名を持っている」とのネタが存在し、週刊朝日等の週刊誌で実際にこの話題が取り上げられたことがある。しかしこれは木村元彦が「2000年頃にとあるスポーツ誌に冗談で書いたもので、本人が知るはずもなく事実ではない」とコメントしている。
なお名古屋監督退任後の2015年4月、外務省より「日本・セルビア間の相互理解の促進及び我が国のサッカー界の発展に寄与」の理由で旭日小綬章が授与されている。

### その他
母語のセルビア語のほかに英語、フランス語、イタリア語を話せる。公式会見では英語を使用している。
名古屋でチームメイトだった浅野哲也の長男が1998年3月3日に生まれ、たまたまストイコビッチと同じ誕生日であった事から名付け親を買って出た。しかし浅野にリクエストした名前は「ドラガン」であり、日本人としては特異すぎたため、浅野は仕方なく「ガ」の一文字だけ譲り受けて息子を命名した。
2011年2月6日、ユーロスポーツ他の英国各紙は、アーセナルFC監督のアーセン・ベンゲルが、自分の後任であるべきと思う人物としてストイコビッチの名前を挙げたと伝えた。ベンゲルはセルビア紙に対し、「自分の後任がストイコビッチであれば嬉しい。それには100の理由が有る」「アイディアが同じ。共に完璧なサッカーを求める」「彼がパスとプレスを多用したアタッキングサッカーを実践するチームを目指していたし、そうしていたのを知っている。それは彼が良いコーチになることを示している」と語った。

## 個人成績

### 選手時代

#### クラブ
| 国内大会個人成績 | 国内大会個人成績 | 国内大会個人成績 | 国内大会個人成績 | 国内大会個人成績 | 国内大会個人成績            | 国内大会個人成績 | 国内大会個人成績 | 国内大会個人成績 | 国内大会個人成績 | 国内大会個人成績 | 国内大会個人成績 |
| 年度             | クラブ           | 背番号           | リーグ           | リーグ戦         | リーグ戦                    | リーグ杯         | リーグ杯         | オープン杯       | オープン杯       | 期間通算         | 期間通算         |
| 年度             | クラブ           | 背番号           | リーグ           | 出場             | 得点                        | 出場             | 得点             | 出場             | 得点             | 出場             | 得点             |
| ユーゴスラビア   | ユーゴスラビア   | ユーゴスラビア   | ユーゴスラビア   | リーグ戦         | リーグ戦                    | リーグ杯         | リーグ杯         | オープン杯       | オープン杯       | 期間通算         | 期間通算         |
| ---------------- | ---------------- | ---------------- | ---------------- | ---------------- | --------------------------- | ---------------- | ---------------- | ---------------- | ---------------- | ---------------- | ---------------- |
| 1981-82          | ラドニチュキ     |                  |                  | 1                | 0                           |                  |                  |                  |                  |                  |                  |
| 1982-83          | ラドニチュキ     |                  |                  | 17               | 1                           |                  |                  |                  |                  |                  |                  |
| 1983-84          | ラドニチュキ     |                  |                  | 27               | 3                           |                  |                  | 6                | 2                | 33               | 5                |
| 1985-86          | ラドニチュキ     |                  |                  | 25               | 4                           |                  |                  |                  |                  |                  |                  |
| 1986-87          | レッドスター     |                  |                  | 32               | 17                          |                  |                  | 6                | 0                | 39               | 17               |
| 1987-88          | レッドスター     |                  |                  | 28               | 15                          |                  |                  | 3                | 1                | 31               | 16               |
| 1988-89          | レッドスター     |                  |                  | 29               | 12                          |                  |                  | 4                | 3                | 33               | 15               |
| 1989-90          | レッドスター     |                  |                  | 31               | 10                          |                  |                  | 6                | 0                | 37               | 10               |
| フランス         | フランス         | フランス         | フランス         | リーグ戦         | リーグ戦                    | F・リーグ杯      | F・リーグ杯      | フランス杯       | フランス杯       | 期間通算         | 期間通算         |
| 1990-91          | マルセイユ       |                  | リーグ・アン     | 11               | 0                           |                  |                  | 4                | 0                | 18               | 0                |
| イタリア         | イタリア         | イタリア         | イタリア         | リーグ戦         | リーグ戦                    | イタリア杯       | イタリア杯       | オープン杯       | オープン杯       | 期間通算         | 期間通算         |
| 1991-92          | ヴェローナ       |                  | セリエA          | 19               | 1                           | 2                | 1                |                  |                  | 21               | 2                |
| フランス         | フランス         | フランス         | フランス         | リーグ戦         | リーグ戦                    | F・リーグ杯      | F・リーグ杯      | フランス杯       | フランス杯       | 期間通算         | 期間通算         |
| 1992-93          | マルセイユ       |                  | リーグ・アン     | 0                | 0                           |                  |                  |                  |                  |                  |                  |
| 1993-94          | マルセイユ       |                  | リーグ・アン     | 18               | 5                           |                  |                  | 1                | 0                | 19               | 5                |
| 日本             | 日本             | 日本             | 日本             | リーグ戦         | リーグ戦                    | リーグ杯         | リーグ杯         | 天皇杯           | 天皇杯           | 期間通算         | 期間通算         |
| 1994             | 名古屋           | -                | J                | 14               | 3                           | 1                | 0                | 2                | 1                | 17               | 4                |
| 1995             | 名古屋           | -                | J                | 40               | 15                          | -                | -                | 5                | 2                | 45               | 17               |
| 1996             | 名古屋           | -                | J                | 19               | 11                          | 10               | 3                | 1                | 0                | 34               | 16               |
| 1997             | 名古屋           | 10               | J                | 18               | 2                           | 6                | 1                | 0                | 0                | 27               | 3                |
| 1998             | 名古屋           | 10               | J                | 28               | 7                           | 1                | 0                | 4                | 1                | 33               | 8                |
| 1999             | 名古屋           | 10               | J1               | 24               | 11                          | 5                | 2                | 5                | 2                | 34               | 15               |
| 2000             | 名古屋           | 10               | J1               | 26               | 5                           | 6                | 2                | 1                | 0                | 38               | 10               |
| 2001             | 名古屋           | 10               | J1               | 15               | 3                           | 2                | 0                | -                | -                | 17               | 3                |
| 通算             | ユーゴスラビア   | ユーゴスラビア   |                  | 190              | 62\|\|\|\|\|\|\|\|\|\|\|\|  |                  |                  |                  |                  |                  |                  |
| 通算             | フランス         | フランス         | リーグ・アン     | 29               | 5\|\|\|\|\|\|\|\|\|\|\|\|   |                  |                  |                  |                  |                  |                  |
| 通算             | イタリア         | イタリア         | セリエA          | 19               | 1\|\|\|\|\|\|\|\|\|\|\|\|   |                  |                  |                  |                  |                  |                  |
| 通算             | 日本             | 日本             | J1               | 184              | 57                          | 31               | 8                | 18               | 6                | 239              | 79               |
| 総通算           | 総通算           | 総通算           | 総通算           | 422              | 125\|\|\|\|\|\|\|\|\|\|\|\| |                  |                  |                  |                  |                  |                  |

その他
- Jリーグオールスターサッカー出場 : 6回 (1996, 1997, 1998, 1999, 2000)

### 代表
出場大会
- 1984 UEFA欧州選手権1984
- 1984 ロサンゼルス五輪（チーム成績：銅メダル）
- 1988 ソウル五輪
- 1990 1990 FIFAワールドカップ（チーム成績：BEST8、個人タイトル：BESTイレブン選出）
- 1998 1998 FIFAワールドカップ（チーム成績：BEST16）
- 2000 UEFA EURO 2000（チーム成績：BEST8）

### 試合数
- 国際Aマッチ 84試合 15得点（1983年-2001年）[111]

| ユーゴスラビア代表 | 国際Aマッチ | 国際Aマッチ |
| 年                 | 出場        | 得点        |
| ------------------ | ----------- | ----------- |
| 1983               | 1           | 0           |
| 1984               | 5           | 2           |
| 1985               | 2           | 0           |
| 1986               | 0           | 0           |
| 1987               | 5           | 2           |
| 1988               | 6           | 2           |
| 1989               | 11          | 1           |
| 1990               | 9           | 2           |
| 1991               | 1           | 0           |
| 1992               | 1           | 0           |
| 1994               | 2           | 0           |
| 1995               | 3           | 0           |
| 1996               | 8           | 3           |
| 1997               | 7           | 0           |
| 1998               | 10          | 1           |
| 1999               | 4           | 2           |
| 2000               | 7           | 0           |
| 2001               | 2           | 0           |
| 通算               | 84          | 15          |

### 指導者時代
| 年度   | 所属   | クラブ | リーグ戦 | リーグ戦 | リーグ戦 | リーグ戦 | リーグ戦 | リーグ戦 | カップ戦       | カップ戦  | カップ戦 |
| 年度   | 所属   | クラブ | 順位     | 試合     | 勝点     | 勝利     | 引分     | 敗戦     | ナビスコ杯     | 天皇杯    | ACL      |
| ------ | ------ | ------ | -------- | -------- | -------- | -------- | -------- | -------- | -------------- | --------- | -------- |
| 2008   | J1     | 名古屋 | 3位      | 34       | 59       | 17       | 8        | 9        | ベスト4        | ベスト8   | -        |
| 2009   | J1     | 名古屋 | 9位      | 34       | 50       | 14       | 8        | 12       | ベスト8        | 準優勝    | ベスト4  |
| 2010   | J1     | 名古屋 | 優勝     | 34       | 72       | 23       | 3        | 8        | 予選リーグ敗退 | ベスト8   | -        |
| 2011   | J1     | 名古屋 | 2位      | 34       | 71       | 21       | 8        | 5        | ベスト4        | ベスト8   | ベスト16 |
| 2012   | J1     | 名古屋 | 7位      | 34       | 52       | 15       | 7        | 12       | ベスト8        | ベスト8   | ベスト16 |
| 2013   | J1     | 名古屋 | 11位     | 34       | 47       | 13       | 8        | 13       | 予選リーグ敗退 | 2回戦敗退 | -        |
| J1通算 | J1通算 | J1通算 | -        | 204      | 351      | 103      | 42       | 59       | -              | -         | -        |

## タイトル

### 選手
ユーゴスラビア代表
- ロサンゼルスオリンピック銅メダル (1984)
- 1990 FIFAワールドカップベストイレブン (1990)

レッドスター・ベオグラード
- プルヴァ・リーガ優勝：2回 (1988, 1990)
- プルヴァ・リーガ最優秀選手賞：3回 (1988, 1989, 1990)
- ユーゴスラブカップ優勝:1回 (1990)
- レッドスター・ベオグラードの5人目の星人に選出 (1990)

オリンピック・マルセイユ
- ディヴィジョン・アン優勝：1回 (1991)
- クラブ創立110周年記念のドリームチームの一員に選出 (2010)

名古屋グランパスエイト
- 天皇杯優勝：2回 (1995, 1999)
- 愛知トヨタグランパスランクル賞：2回（1995、2000）
- Jリーグベストイレブン：3回 (1995, 1996, 1999)
- Jリーグ最優秀選手賞：1回 (1995)
- 日本年間最優秀選手賞：1回 (1995)
- FUJI XEROX SUPER CUP優勝：1回 (1996)
- Jリーグチャンピオンシップ最優秀選手：1回 (1996)
- Jリーグオールスターサッカー最優秀選手：3回 (1996, 1998, 2000)
- サンワバンクカップ優勝：1回 (1997)
- Jリーグ功労選手賞 (2001)

記念表彰
- Jクロニクルベスト ベストイレブン（2013）
- J30ベストアウォーズ ベストシーン（2023）

### 指導者
名古屋グランパス
- J1：1回（2010）
- FUJI XEROX SUPER CUP：1回（2011）

個人
- Jリーグ年間最優秀監督賞:1回（2010）
- ニシュ年間最優秀スポーツ選手:1回（2010）
- セルビアサッカー協会年間最優秀監督:1回（2016）

## 栄誉
- 旭日小綬章（2015）

## 出演

### CM
いずれも日本での出演
- トヨタ・カローラツーリングワゴン
- 名古屋市交通局（ユリカ）
- サークルK

## 著書
- ドラガン・ストイコビッチ『セブン・イヤーズ・イン・ジャパン』祥伝社、2001年7月12日。ISBN 4396312563。